# Washington Luigi Garcia
Washington Luigi Garcia (født 24. november 1978) er en tidligere brasiliansk fodboldspiller.